# مدرسة متكاملة

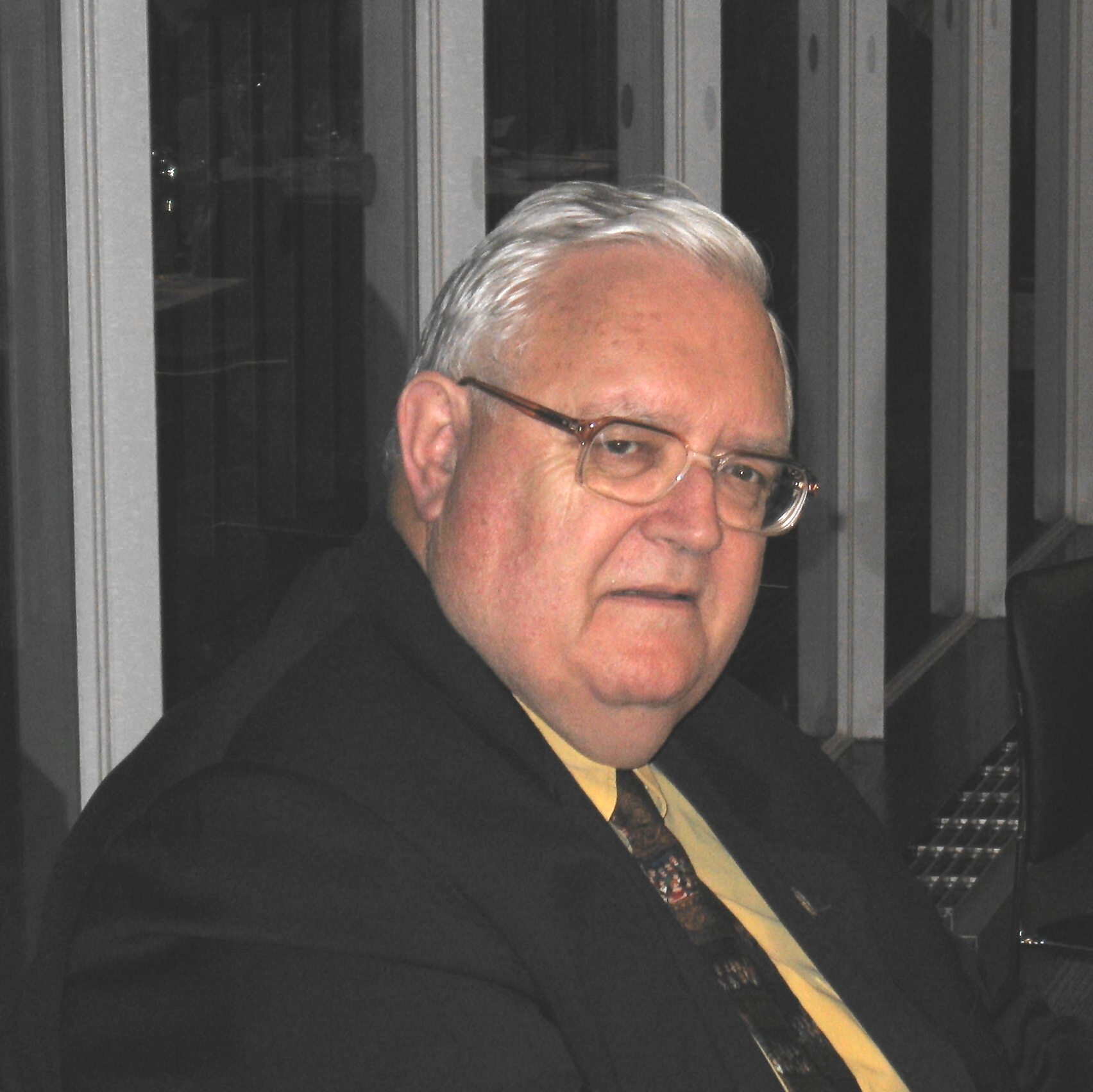
يرجع الفضل إلى الرايت أونرابل جوناثان هانت في فكرة دمج المدارس الخاصة في نظام المدارس الحكومية

المدرسة المتكاملة في نيوزيلندا هي مدرسة خاصة سابقة تم دمجها في نظام التعليم الحكومي بموجب قانون التكامل المشروط للمدارس الخاصة 1975 ، لتصبح مدرسة حكومية مع الاحتفاظ بطابعها الاستثنائي. أنشأت حكومة العمل الثالثة مدارس مدمجة من قبل الدولة في أوائل السبعينيات كرد فعل على الانهيار الوشيك لنظام المدارس الكاثوليكية الخاص في البلاد ، والذي واجه صعوبات مالية. 
اعتبارًا من يوليو 2016 ، كان هناك 329 مدرسة مدمجة في نيوزيلندا ، منها 237 مدرسة كاثوليكية رومانية. ويقومون بتعليم ما يقرب من 87،500 طالب ، أو 11.5٪ من الطلاب في نيوزيلندا ، مما يجعلهم ثاني أكثر أنواع المدارس شيوعًا في نيوزيلندا خلف مدارس الدولة غير المدمجة.

## التاريخ
تم إنشاء نظام التعليم الحكومي في نيوزيلندا في عام 1877. قبل ذلك ، كانت المدارس تديرها مجموعات كنسية ومجموعات خاصة أخرى. من عام 1852 حتى تم إلغاء المقاطعات في عام 1876 ، كان يحق لجميع المدارس الحصول على بعض المساعدة المالية من حكومات المقاطعات. بموجب قانون التعليم لعام 1877 ، أصبح التعليم اجباري لجميع الأطفال الذين تتراوح أعمارهم بين 7 و 13 عامًا ومنح جميع الأطفال الذين تتراوح أعمارهم بين 5 و 15 عامًا الحق في التعليم المجاني والعلماني في مدرسة تديرها الدولة. نشأ شرط التعليم العلماني من طريق مسدود بين النواب العلمانيين والكاثوليك والبروتستانت حول مدى ونوع التأثير الديني (إن وجد) الذي يجب تضمينه في مدارس الدولة. في النهاية ، اختار النواب الطريق الأكثر أمانًا بجعل تعليم الدولة علمانيًا. ونتيجة لذلك ، أنشأت الكنائس الكاثوليكية والبروتستانتية أنظمة المدارس الخاصة بها.   
بعد الحرب العالمية الثانية ، كان على المدارس الدينية الخاصة أن تتعامل مع القوائم المتزايدة بسبب التغيرات في المدرسة الإلزامية التي تبدأ وتترك الأعمار (تم رفع سن ترك المدرسة إلى 15 عام 1944 ؛ تم تخفيض سن بدء المدرسة إلى 6 في عام 1964) و طفرة المواليد بعد الحرب . بالإضافة إلى ذلك ، كان على المدارس الخاصة مواكبة التوجه نحو مرافق عالية الجودة وأحجام فصول أصغر في قطاع الدولة ، مع التعامل مع نقص المعلمين وزيادة تكلفة الأراضي والمعدات والرواتب. اضطر نظام المدارس الكاثوليكية ، على وجه الخصوص ، إلى توظيف المزيد من المعلمين العاديين للتعامل مع أعداد الطلاب - زادت نسبة المعلمين العاديين في النظام الكاثوليكي من 5 في المائة في عام 1956 إلى 38 في المائة في عام 1972 - وكان المزيد من المعلمين العاديين يعني ارتفاع تكاليف الرواتب. كانت الأبرشيات الكاثوليكية تكافح من أجل دفع قيمة التكاليف المتزايدة مع إبقاء الرسوم الدراسية منخفضة ، وفي نهاية المطاف تراكمت على العديد منها مبالغ كبيرة من الديون أو خفضت التكاليف ، مما تسبب في انهيار المدارس. بحلول نهاية الستينيات ، كان نظام المدارس الكاثوليكية يواجه أزمة مالية وكان على حافة الانهيار. 
في نوفمبر 1972 ، تم انتخاب حزب العمل للحكومة ، وسعى رئيس الوزراء نورمان كيرك على الفور إلى حل لأزمة تمويل المدرسة الكاثوليكية. قررت الحكومة أن نظام المدارس الحكومية لن يكون قادرًا على التعامل مع تدفق الطلاب إذا انهار النظام الكاثوليكي ، لذلك سعت إلى طريقة تساعدها الدولة على إبقائها مفتوحة. وقد نُسبت فكرة دمج المدارس الخاصة في نظام الولاية إلى النائب ( ورئيس مجلس النواب لاحقًا) جوناثان هانت ، وبعد التشاور ، تم وضع قانون التكامل المشروط للمدارس الخاصة.  تم تمرير القانون من قبل البرلمان ووقع في القانون في 10 أكتوبر 1975 ، ودخل حيز التنفيذ في 16 أغسطس 1976. 
أول مدرسة خاصة للاندماج كانت كلية ويسلي ، بوكيكوهفي عام 1977. أول مدرستين كاثوليكيتين للاندماج كانت مدرسة الكاردينال ماكيفري ومدرسة سانت برنارد ، وكلاهما في ويلينغتون ، في أغسطس 1979. على الرغم من الحاجة الملحة المتزايدة ، استغرق الأمر حتى عام 1984 لدمج كل مدرسة كاثوليكية. 

## ميزات
يتم إنشاء المدارس المندمجة في الدولة من خلال اتفاقية دمج بين التاج وأصحاب المدرسة الخاصة ليتم دمجها. تحدد كل اتفاقية اندماج الطابع الخاص للمدرسة ، والذي عادة ما يكون معتقدًا دينيًا أو فلسفيًا. من بين 331 مدرسة مدمجة في الدولة ، 238 مدرسة كاثوليكية (أي الكاثوليكية هي طابعهم الخاص) ،  مع أبرشية كاثوليكية محلية أو معهد ديني يعمل كمالك. الشخصيات الخاصة للمدارس الـ 93 المتبقية تشمل الأنجليكانية ، المشيخية ، المسيحية غير المذهبية ، مونتيسوري و والدورف (شتاينر) .
يحتفظ الملاك بملكية أرض المدرسة ومبانيها ، ويجلس ممثلوا المالكين كأمناء في مجلس أمناء المدرسة. الدور الرئيسي للمالكين هو التأكد من الحفاظ على الطابع الخاص للمدرسة والحفاظ عليه ، ولديها السلطة لمعالجة المشاكل إذا تم اختراق الشخصية الخاصة. 
مع وجود العديد من الاستثناءات الرئيسية المتعلقة بشخصياتهم الخاصة وأصحابهم ، يُطلب من المدارس المدمجة في الدولة العمل مثل نظيراتها غير المتكاملة.  وهذا يشمل الامتثال لجميع أهداف التعليم الوطنية وإرشادات الإدارة الوطنية («NEGs و NAGs») التي وضعتها الحكومة ، وتضطر إلى توظيف أعضاء هيئة تدريس مسجلين ، والامتثال للسنة الدراسية المحددة على المستوى الوطني. يجب أن تتبع المدارس المندمجة في الدولة المناهج المحددة على المستوى الوطني (المنهج النيوزيلندي / Te Matautanga o Aotearoa) ، ولكنها قد تدرس طابعها الخاص داخلها.  تُعفى المدارس المندمجة في الدولة والتي لها طابع ديني خاص من قيود التعليم الديني في مدارس الدولة ، وقد تعقد فصولًا للتعليم الديني والخدمات الدينية أثناء فتح المدرسة للتعليم.  في بعض المدارس الثانوية المندمجة في الدولة ، يتم تقديم الدراسات الدينية كموضوع يساهم في الشهادة الوطنية للإنجاز التعليمي (NCEA) ، وهو مؤهل المدرسة الثانوية الرئيسية في نيوزيلندا. 
يُسمح للمدارس المندمجة في الدولة بإعطاء الأفضلية في الالتحاق بالطلاب الذين يتعرفون على الطابع الخاص للمدرسة ، إما بأنفسهم أو من خلال آبائهم.  يحدد كل مالك ما هو مطلوب للتسجيل التفضيلي. بالنسبة لجميع المدارس الكاثوليكية ومعظم المدارس الدينية الأخرى ، مطلوب خطاب من كاهن أبرشية الطالب أو والديهم للتسجيل التفضيلي ، ويتطلب الحصول على هذه الرسالة عادة التزامًا معينًا بالدين ، على سبيل المثال عادة ما يتطلب الكهنة الكاثوليك حدًا أدنى من معمودية الطالب (أو واحد على الأقل من والديهم) في الإيمان الكاثوليكي. قد تقبل المدارس عددًا محدودًا من الطلاب الذين لا يفضلون (عادة لا تزيد عن 5-10 ٪ من إجمالي قائمة الطلاب) بعد جميع التسجيلات التفضيلية ، حتى الحد الأقصى من قائمة المدارس المنصوص عليها في اتفاقية الاندماج في المدرسة.  

### الرسوم
يُسمح للمدارس المدمجة في الدولة بفرض رسوم على أولياء أمور الطلاب المعروفين باسم «رسوم الحضور». لا يمتلك التاج أرض المدرسة أو مبانيها ولا يمول تكلفة رأس المال الخاصة بها للحفاظ على الفصل بين الكنيسة والدولة ، لذلك يُسمح للمالكين بفرض رسوم حضور لإبقاء المدرسة على مستوى مدرسة حكومية مكافئة وللمساعدة في دفع من أي ديون مستحقة على المدرسة قبل دمجها. لا يمكن للمالكين تحصيل رسوم حضور لأكثر من المبلغ المحدد لمدرستهم ونشرها في الجريدة النيوزيلندية . 
بصرف النظر عن رسوم الحضور ، لا يُسمح للمدارس المتكاملة الحكومية مثل مدارس الدولة الأخرى بفرض رسوم على الطلاب المحليين  (أي المواطنون النيوزيلنديون ، المقيمون الدائمون والمقيمون المؤقتون - يشمل الأخير جميع المواطنين الأستراليين  ) ، ولكن يطلبون عادةً تبرعات طوعية لزيادة التمويل من الحكومة ورسوم الحضور.
أظهر مسح شمل 25 مدرسة ثانوية مدمجة من قبل مجلة في نوفمبر 2011 أن رسوم الحضور تراوحت بشكل عام من 240 دولارًا نيوزيلنديًا إلى 280 دولارًا سنويًا للمدارس الكاثوليكية في كرايستشيرش إلى 740 دولارًا سنويًا للمدارس الكاثوليكية في هاميلتون ، ومن 1150 دولارًا إلى 2300 دولار أمريكي في السنة للمدارس غير الحكومية الكاثوليكية. التبرعات المطلوبة في المدارس التي شملها الاستطلاع تراوحت من 140 دولارًا إلى أكثر من 3200 دولار.  على سبيل المقارنة ، أكبر تبرع تطلبه مدرسة حكومية غير متكاملة هو 975 دولارًا سنويًا. 